# Bosco Parra
Juan Bosco Hugo Parra Alderete (n. Valdivia, 2 de marzo de 1931) es un abogado y político chileno que se desempeñó como diputado. Fue uno de los creadores de la Izquierda Cristiana en 1971.

## Biografía
Fue hijo de Pedro Parra Avello y Haydée Alderete Banda. Se casó en 1956 con María Cristina Jerez Horta, hermana del senador Alberto Jerez Horta. La pareja tuvo una hija em 1962.
Realizó sus estudios secundarios en el Colegio Salesiano de Valdivia para luego ingresar a la Escuela de Derecho de la Universidad de Chile, donde consiguió su título de abogado en 1957.
En su juventud se integró al Partido Demócrata Cristiano, teniendo participación en diversos ámbitos de su dirigencia. En 1965 fue elegido como diputado por la Séptima Agrupación Departamental Santiago, Primer Distrito, para el período 1965-1969. Integró la Comisión Permanente de Relaciones Exteriores, la que presidió. En 1969 se presentó como candidato a senador por las provincias de Tarapacá y Antofagasta donde no resultó elegido.
Fue líder del grupo "Tercerista" de la Democracia Cristiana, que finalmente se desligó de ella en 1971. Junto a exdemocratacristianos como Luis Maira, Pedro Felipe Ramírez, Luis Eugenio Díaz y Osvaldo Giannini, entre otros, fundó la Izquierda Cristiana, partido del que fue su primer Secretario General y que se integró a la entonces gobernante Unidad Popular.
Tras el golpe militar de 1973 partió al exilio y tuvo que trabajar por el partido desde la clandestinidad. Se reúne con su familia en Suecia a fines de los 70 y realiza actividad académica en la universidad de Uppsala. Con el regreso de la democracia se alejó de la política activa, dedicándose a ejercer como profesor en la Universidad Academia de Humanismo Cristiano y en la Universidad Bolivariana.
Participó en la formación de Movimiento Amplio de Izquierda (MAIZ) en 2011.

## Historial electoral

### Elecciones parlamentarias de 1969
- Elecciones parlamentarias de 1969, para la 1ª Agrupación Provincial, Tarapacá y Antofagasta.[5]